# バン木ノ頭
バン木ノ頭（ばんぎの あたま/かしら）は丹沢山地西部、神奈川県足柄上郡山北町と山梨県南都留郡道志村の境にある標高1,180mあまりの山である。

## 概要
大室山から三国山へ伸びる甲相国境尾根の東部、畦ヶ丸の北側に位置する山であり、山頂の南東側（神奈川県側）は丹沢大山国定公園に指定されており、北西側（山梨県側）は横浜市水道局の水源涵養林として保護・管理されている。山頂周辺は林床がササに覆われた樹林に囲まれており、展望はほとんどない。
山頂を横切る甲相国境尾根の登山道は東海自然歩道に指定されている。稜線登山道のほかに、山頂から山梨県側の横浜市の野外活動センター方面へ下る登山道が分岐しているが、歩く者が少ないため悪路となっている。